# Stary Cmentarz Parafialny w Łubowicach
Stary Cmentarz Parafialny w Łubowicach, česky lze přeložit jako starý farní hřbitov v Lubovicích, je zaniklý hřbitov a historická památka ve vesnici Łubowice v okrese Ratiboř ve gmině Rudnik v okrese Ratiboř v jižním Polsku. Geograficky se také nachází na místě zaniklého hradiště v Horním Slezsku v pohoří Opavská pahorkatina ve Slezském vojvodství a Horním Slezsku.

## Historie a popis
Hřbitov byl založen ve středověku a uprostřed plochy hřbitova stával dřevěný kostel, ve kterém byl pokřtěn místní básník Joseph von Eichendorff (1788–1857), a který byl v roce 1907 zbořen. Byly zde hroby rodiny von Eichendorff. Po druhé světové válce byl hřbitov zdevastován a v 60. letech 20. století zanikl. Záchrana hřbitova začala v roce 1988 pod vedením faráře Henryka Rzegy s finanční podporou místních i zahraničních dárců. Díky tomu se zachovala tato památka až do dnešní doby. Obnovený historický hřbitov se stal zajímavou nekropolí či muzeem/skanzenem.

### Zajímavosti
- Památník německých vojáků, kteří padli v bojích během druhé světové války

- Náhrobky, sochy aj, a obelisky s podobiznou Josefa von Eichendorffa

- Staré zvony z farního kostela v Łubowicích
- Mlýnské kámeny z Gamowa z roku 1885.

## Další informace
Místo je celoročně volně přístupné. V blízkosti se nachází památný Eichendorffův dub

## Galerie

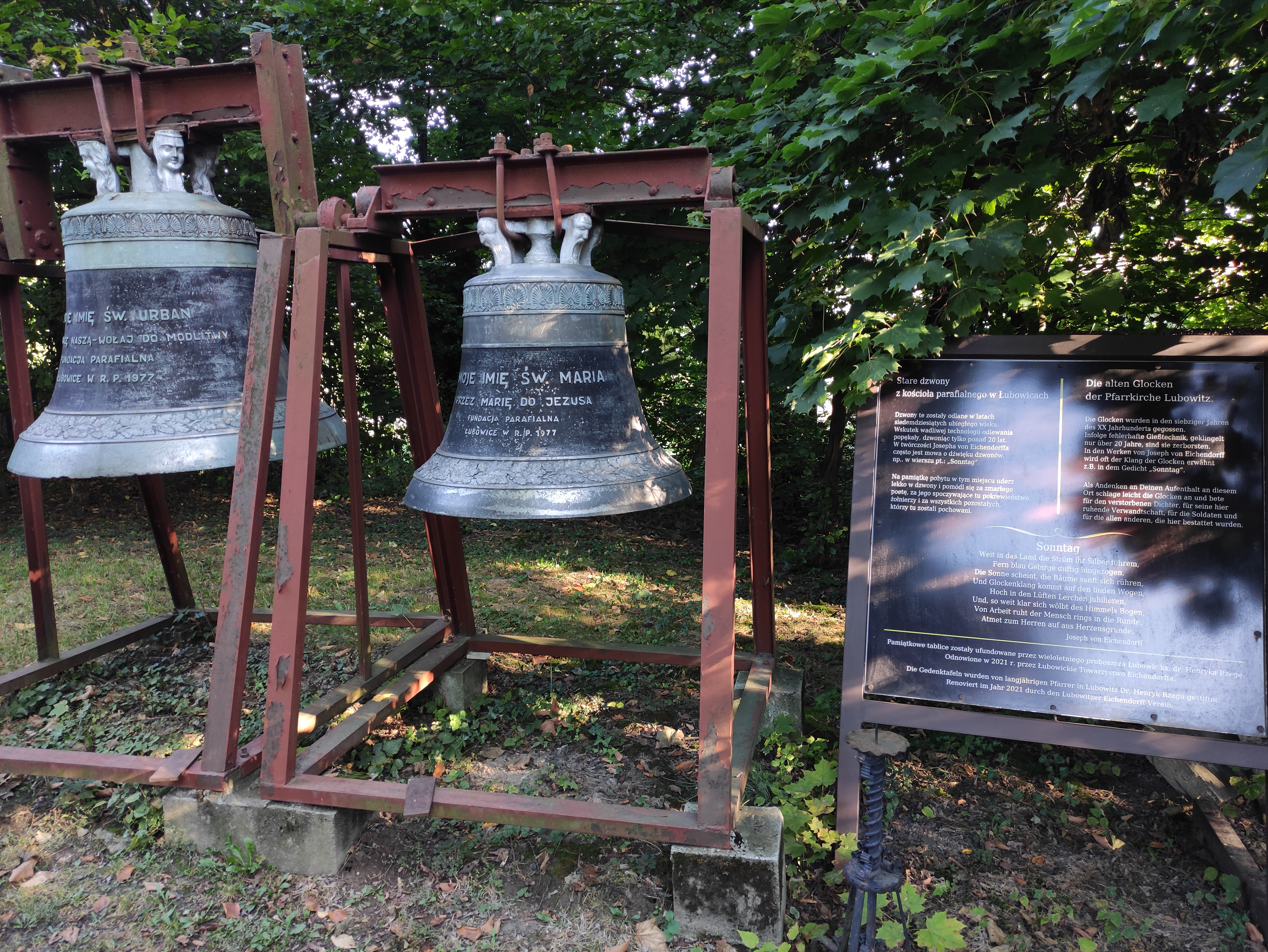
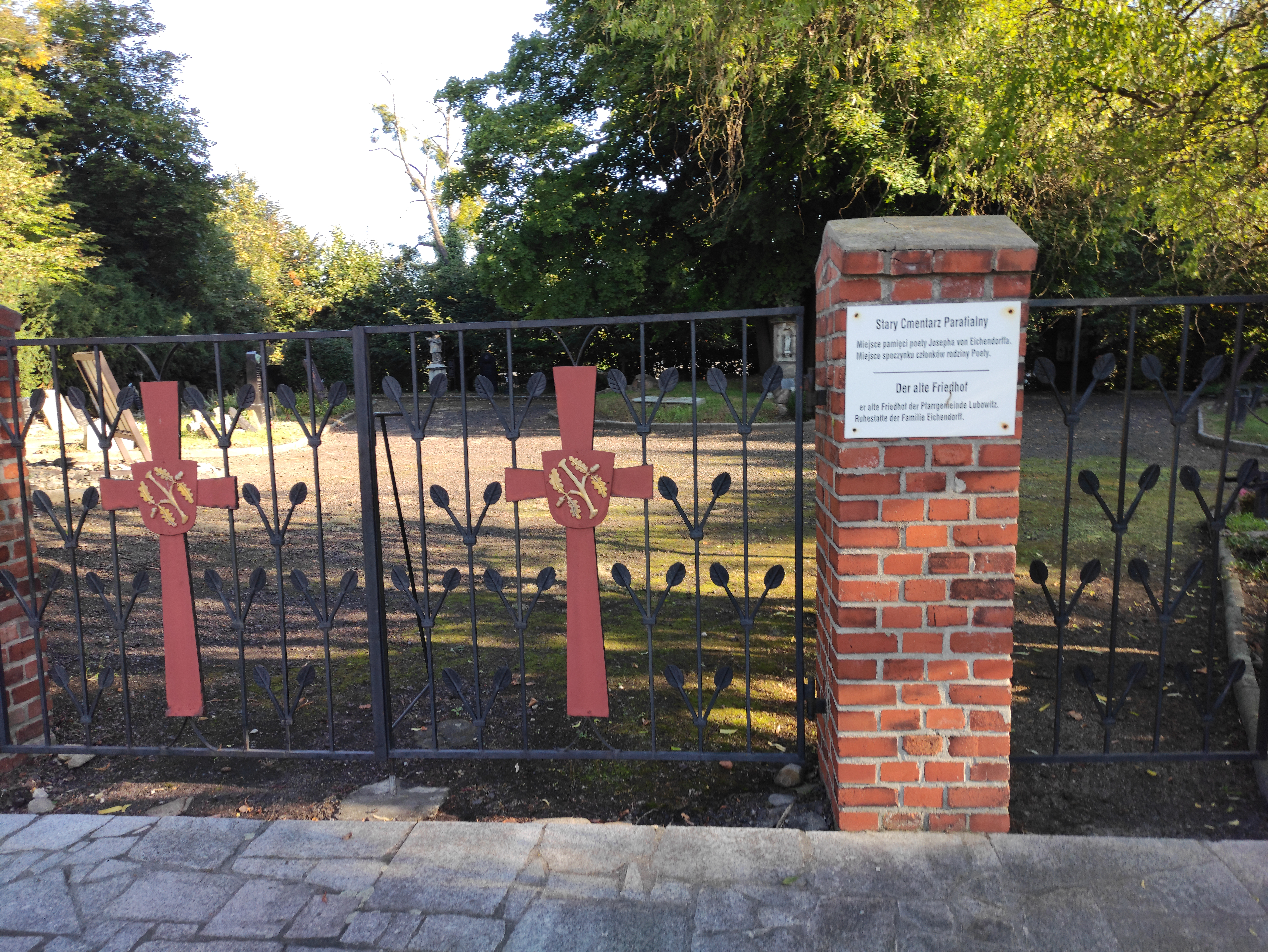
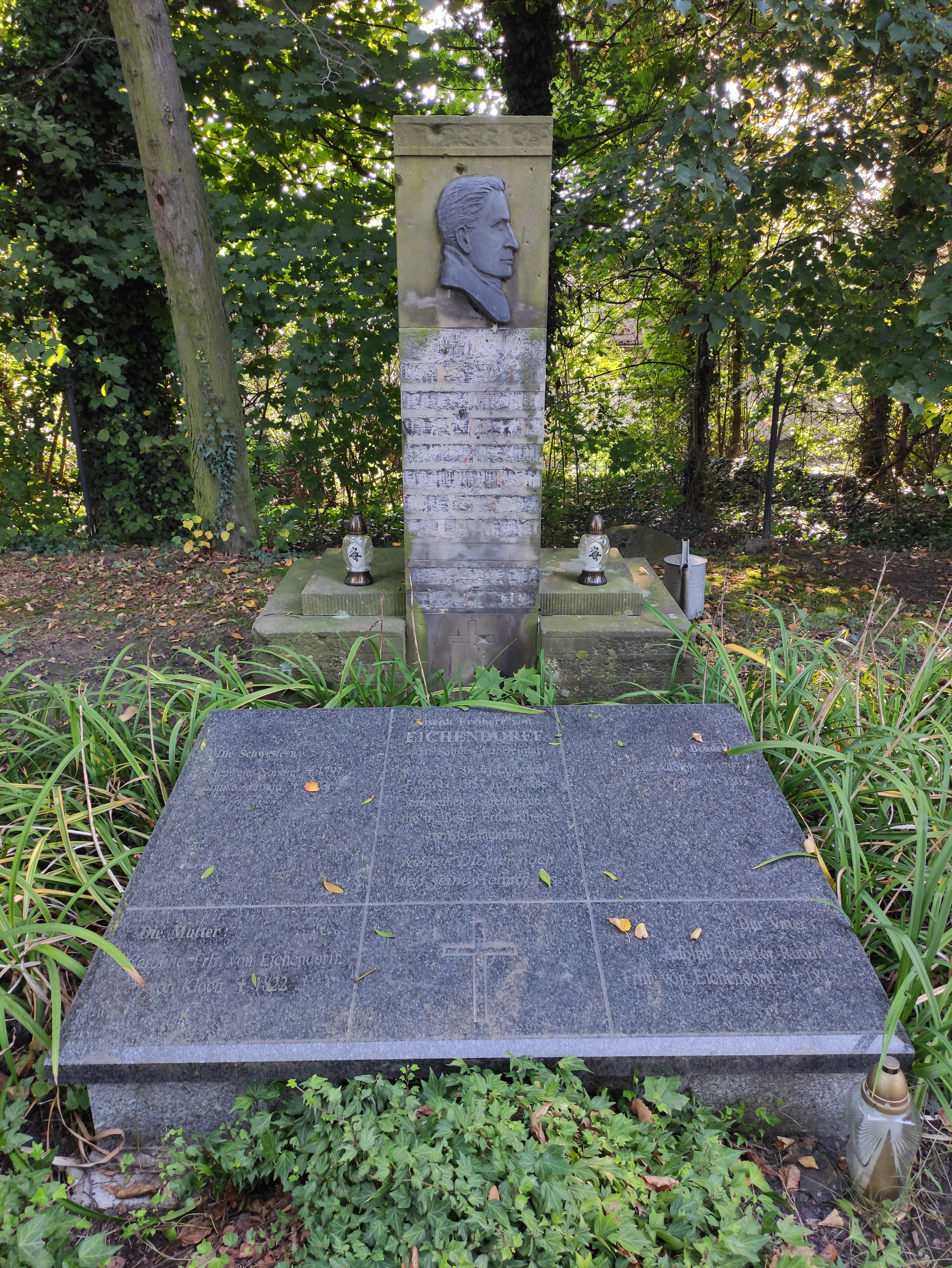
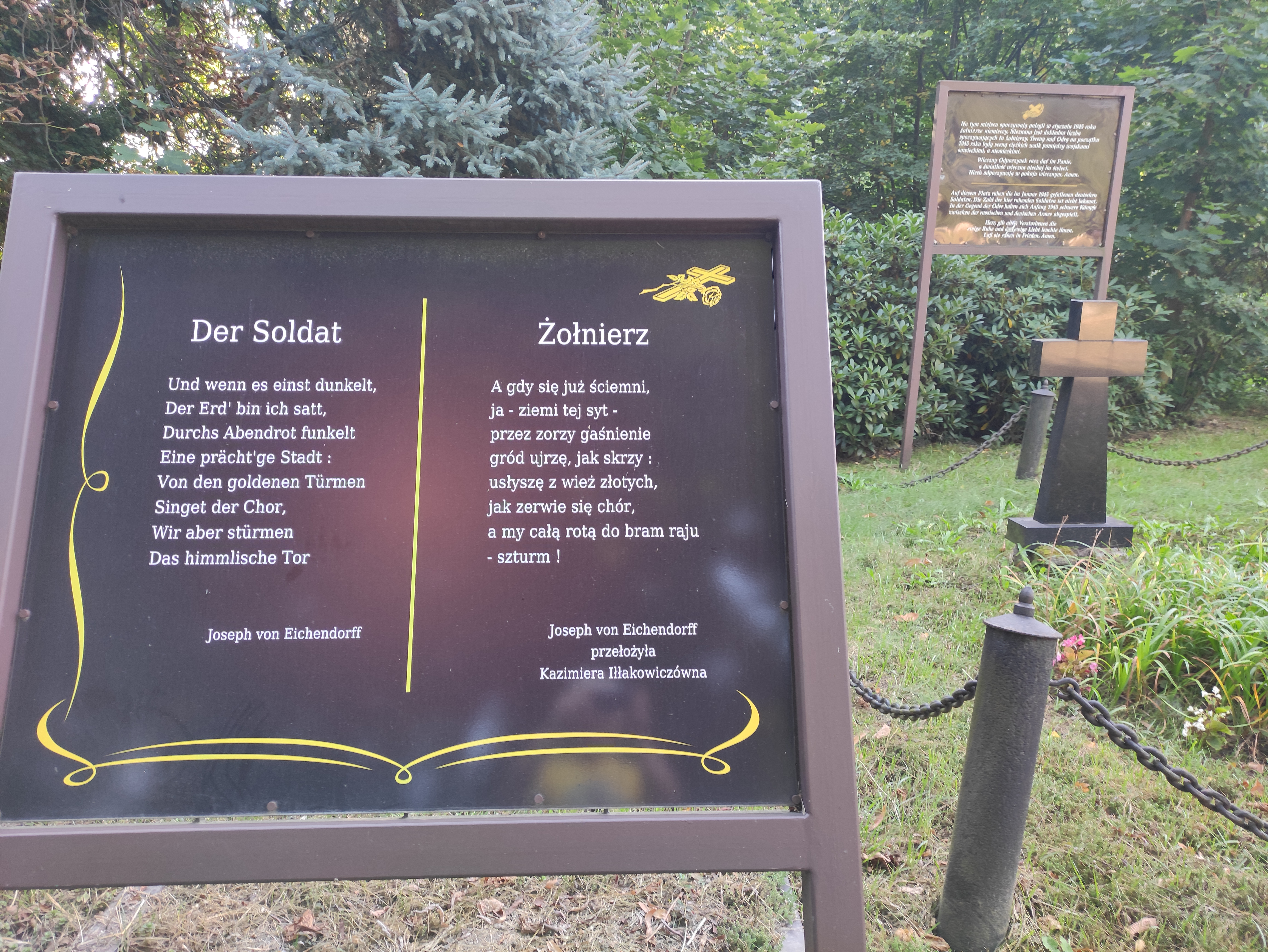
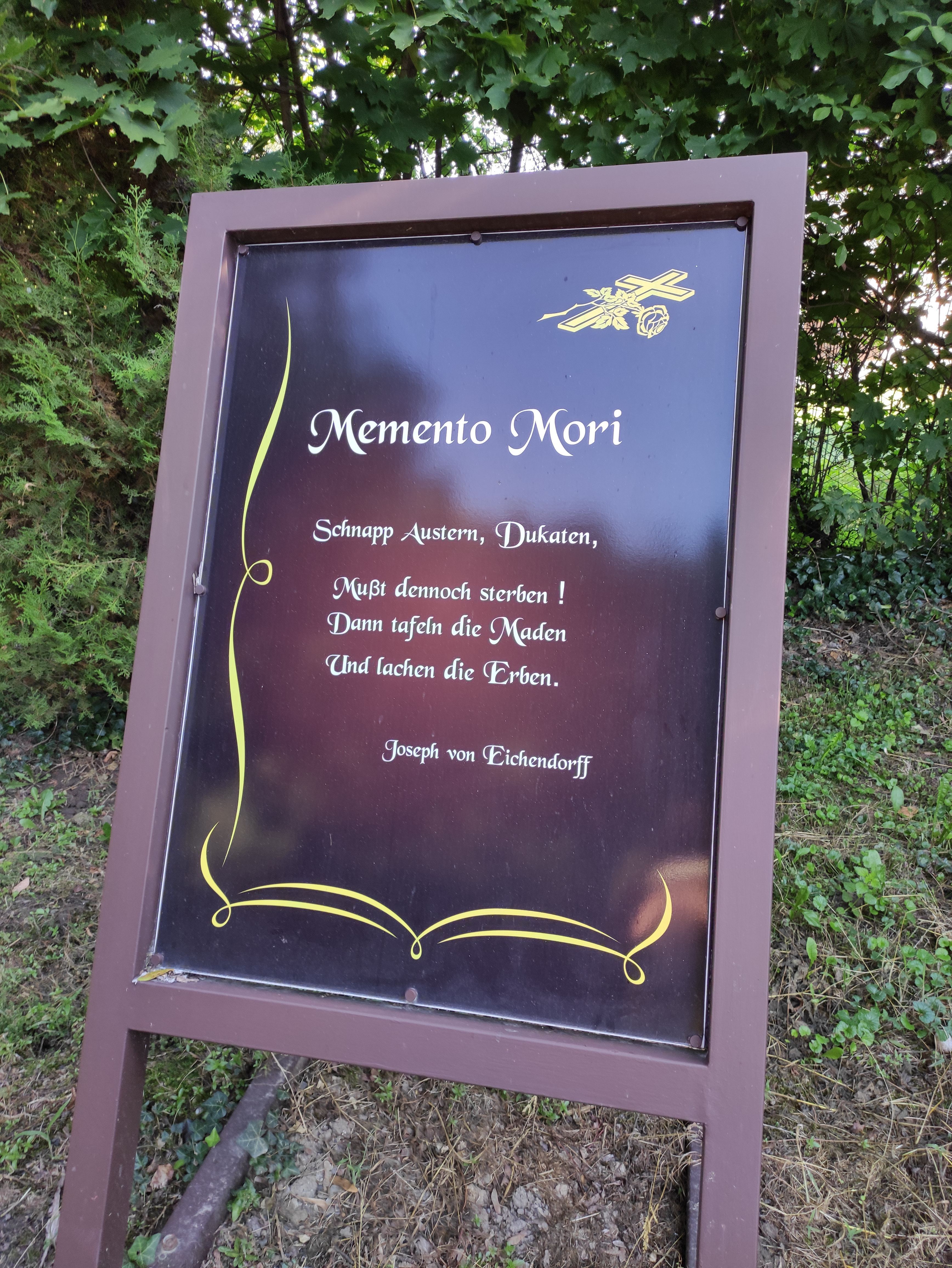
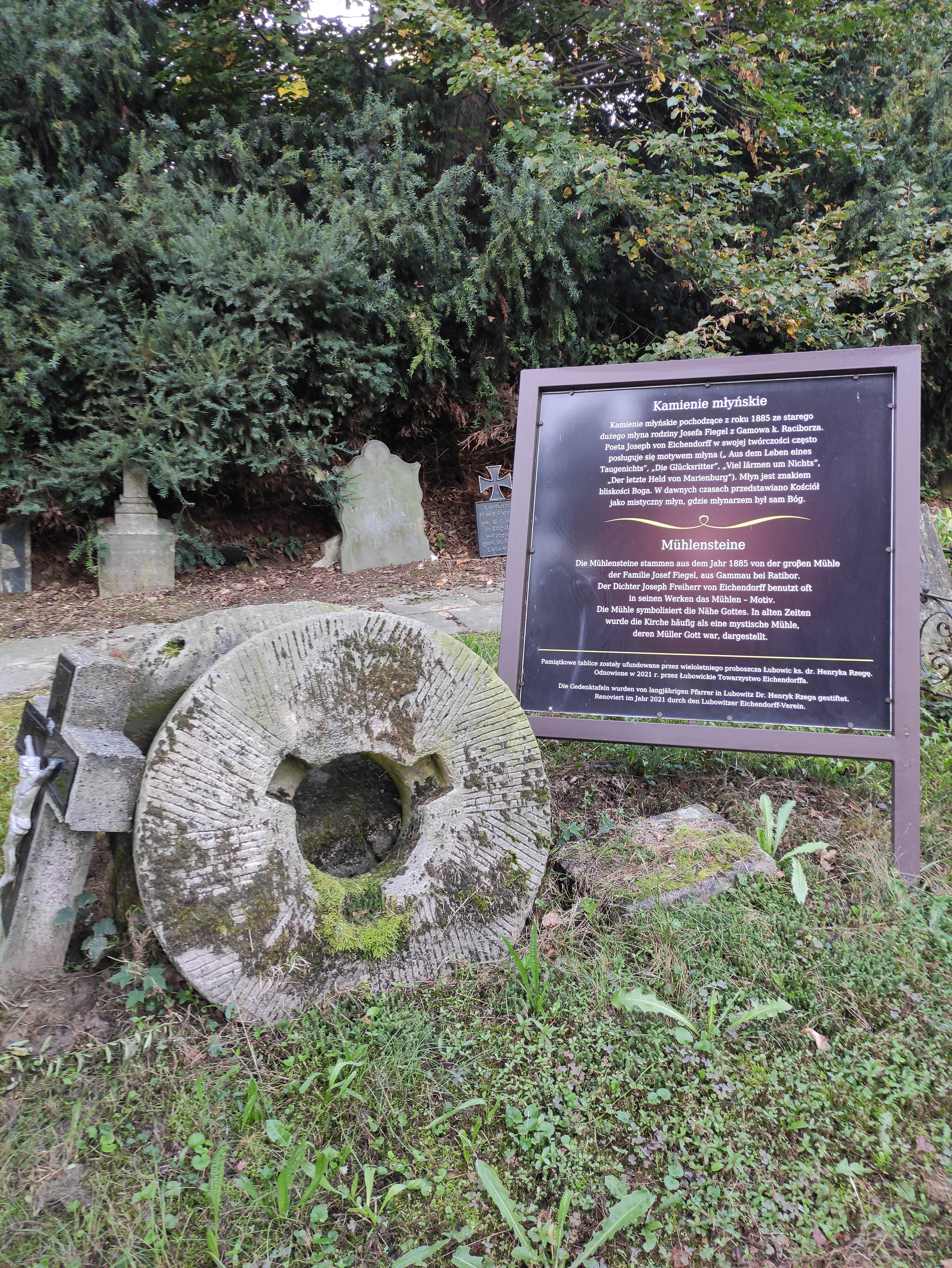
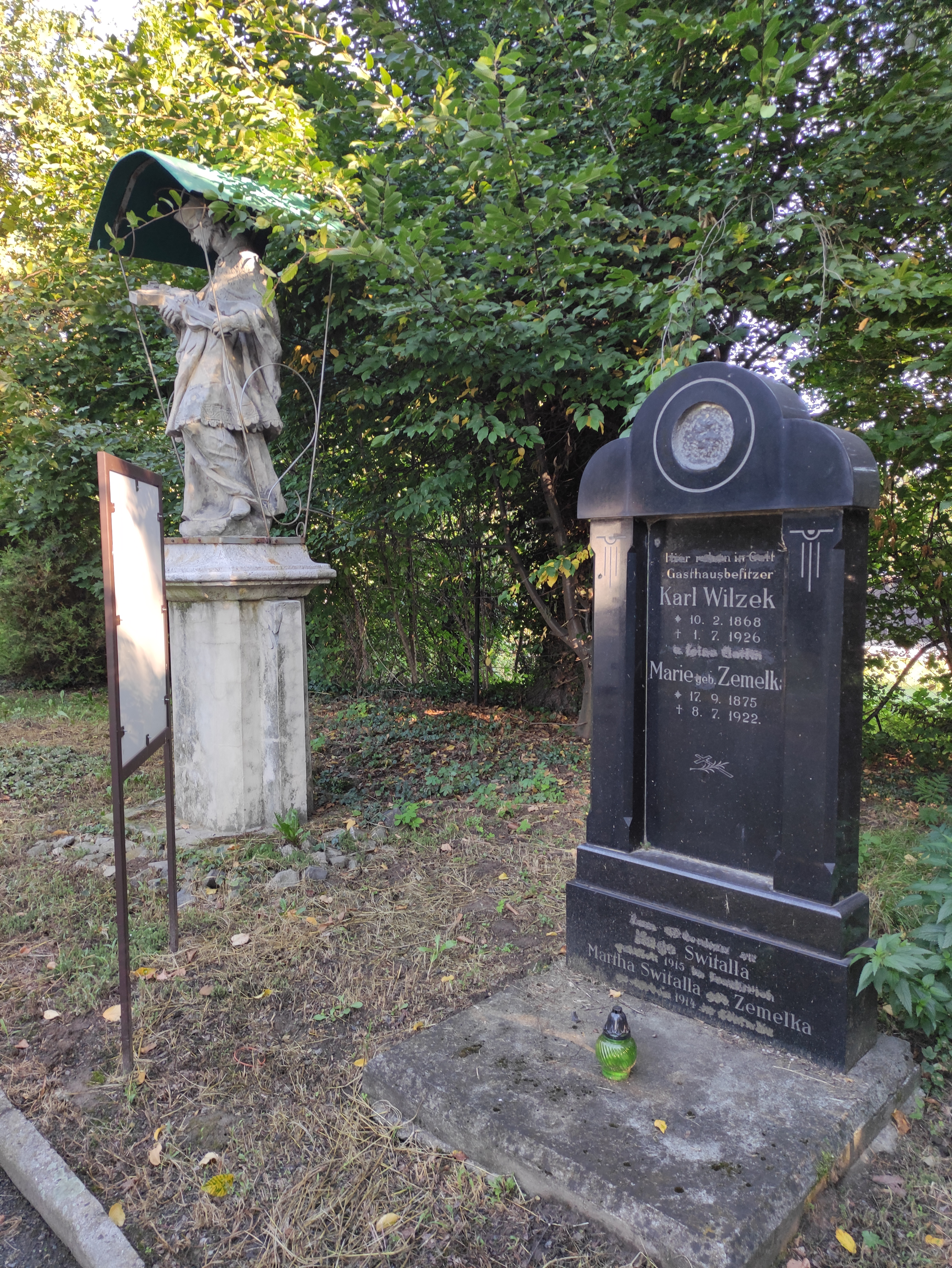